# Gellér László (síugró)
Gellér László (Tura, 1944. augusztus 5. –) magyar síelő, síugró, tanár. Tizenhatszoros magyar bajnok, a világ élvonalát legjobban megközelítő magyar síugrók egyike. Repülősáncon legnagyobb ugrása 131 m, ami 1980-ig magyar csúcsot jelentett.

## Életpályája
A budakeszi nyomdászcsalád kilenc gyermekéből, a négy fiú  síelésben, elsősorban síugrásban jeleskedett. Bemelegítésként a János-hegyet mászták meg nap mint nap; az edzések fáradalmainak levezetését a visszaút, a leereszkedés jelentette. A legidősebb fivér, Béla – ő edzőként volt eredményes – példáját követték a többiek, Lászlón kívül Mihály és az évtizednyivel fiatalabb Gábor is. 
Gellér László a Budapesti Honvéd jó adottságú és példamutatóan szorgalmas versenyzője volt. Első magyar bajnoki címét 1961-ben, az utolsót  1976-ban szerezte. A legnagyobb vetélytársa pályája kezdetén Csávás László, később öccse, Mihály volt. Két olimpián is rajthoz állt, 1968–ban a középsáncon a 19. helyen végzett. Többször indult a négysáncversenyen, 1963-ban Innsbruckban a 16. helyen végzett. 1964-ben és 1968-ban az év síelője. 1969 és 1974 között ő tartotta a mátraházi sánc rekordját 79,5 méterrel. Ezt Szilágyi Gyula döntötte meg.
Kérdéses, vajon használt-e a síugrásban elért  eredményeinek az északi összetett keretében a sífutásra való felkészülés.
A családi hagyományokat követve a Nyomdaipari Szakközépiskola tanára volt.

## Magyar bajnoki címei
- Síugrás
  - Kissánc. Egyéni: 1970; 1971
  - Középsánc. Egyéni:  1962 (holtverseny Kiss Endrével); 1964; 1967; 1972; Csapat: 1963, 1965, 1967; 1969; 1971; 1973
  - Nagysánc. Csapat: 1971, 1976
- Részletesen →  Síugrás. Magyar fejezet; Síugró magyar bajnokok listája
- Északi összetett. Egyéni: 1962; Csapat: 1965